# Bodnárova priepasť
Bodnárova priepasť (pol. Bodnarowa Przepaść) – jaskinia krasowa w Krasie Słowacko-Węgierskim na Słowacji. Głębokość jaskini wynosi 36 m.

## Położenie
Jaskinia znajduje się w centralnej części Płaskowyżu Dolnego Wierchu (słow. Dolný vrch), w południowo-zachodnim stoku wzniesienia Pavlovský vrch (611 m n.p.m.), tuż na północ od granicy państwowej słowacko-węgierskiej. Otwór wejściowy, o rozmiarach 2x4 m, leży na wysokości 490 m n.p.m., w stromej ścianie głębokiego leja krasowego.

## Geneza – morfologia
Bodnárova priepasť jest jaskinią typu szczelinowo-zawaliskowego.

## Znaczenie turystyczne
Jaskinia nie jest udostępniona do zwiedzania turystycznego.